# جورج نیوبری
جورج نیوبری (انگلیسی: George Newberry; ۶ مارس ۱۹۱۷ – ۲۹ دسامبر ۱۹۷۸) دوچرخه‌سوار اهل بریتانیا بود.
وی در مسابقات کشوری و بین‌المللی در مجموع برندهٔ ۱ مدال برنز شده‌است.